# Tanya Harford
Tanya Harford (* 28. November 1958) ist eine ehemalige südafrikanische Tennisspielerin. 

## Erfolge
Tanya Harford gewann mit ihrer Landsfrau Rosalyn Fairbank im Jahr 1981 die Konkurrenz im Damendoppel bei den French Open. Sie besiegten im Finale die US-Amerikanerinnen Candy Reynolds und Paula Smith glatt in zwei Sätzen mit 6:1, 6:3.

## Grand-Slam-Erfolge

### Doppel

#### Titel
| Jahr | Turnier     | Partnerin        | Finalgegnerinnen           | Ergebnis |
| ---- | ----------- | ---------------- | -------------------------- | -------- |
| 1981 | French Open | Rosalyn Fairbank | Candy Reynolds Paula Smith | 6:1, 6:3 |